# Cryptus miniatus
Cryptus miniatus är en stekelart som beskrevs av Schiodte 1839. Cryptus miniatus ingår i släktet Cryptus och familjen brokparasitsteklar. Inga underarter finns listade i Catalogue of Life.